# Марендол
Марендол (словен. Marendol) је насељено место у општини Севница, Посавска регија, Словенија.

## Историја
До територијалне реорганизације у Словенији био је у саставу старе општине Севница. Као самостално насеље, Марендол постоји од 2015. године. Настала је издвајањем дела из насеља Згорње Водале.

## Становништво
У попису становништва из 2011. године, Марендол је био у саставу насеља Згорње Водале, тако да нема података о броју становника. Године 2019. у насељу је живело 22 становника.